# Артемово (Грязовецкий район)
Артемово — деревня в Грязовецком районе Вологодской области.
Входит в состав Ростиловского муниципального образования (с 1 января 2006 года по 9 апреля 2009 года входила в Плосковское муниципальное образование), с точки зрения административно-территориального деления — в Плосковский сельсовет.
Расстояние до районного центра Грязовца по автодороге — 37 км, до центра муниципального образования Ростилово по прямой — 16 км. Ближайшие населённые пункты — Ельник, Починок, Соколово.
По переписи 2002 года население — 15 человек.